# Carry-le-Rouet
Carry-le-Rouet (okzitanisch Carri lo Roet) ist eine französische Gemeinde mit 5717 Einwohnern (Stand 1. Januar 2022) im Département Bouches-du-Rhône in der Region Provence-Alpes-Côte d’Azur.

## Geografie
Die Gemeinde liegt 30 Kilometer westlich von Marseille entlang der Côte Bleue (Blauen Küste). Nachbarorte sind Sausset-les-Pins und Ensuès-la-Redonne. Die Gemeinde erstreckt sich über eine Fläche von 1.007 Hektar, von denen 270 Hektar bebaut sind.

## Geschichte
1833 wurde die Gemeinde gebildet. Damals breitete sie sich über eine Fläche von 22,54 Quadratkilometern aus. 1877 erhielt die Gemeinde ein eigenes Rathaus. Ab 1877 befand sich darin auch die Schule, erst 1951 wurde diese ausquartiert.
1924 wurden 12,44 Quadratkilometer, also mehr als die Hälfte der Fläche der Gemeinde, an die Gemeinde Sausset abgetreten. 1926 hatte die Gemeinde daher nur noch 265 Einwohner, 1921 waren es 565. Ab 1936 und vor allem nach dem Zweiten Weltkrieg stieg die Bevölkerungszahl jedoch stark an. 2007 zählte die Gemeinde 6342 Einwohner.

## Sehenswürdigkeiten
- Kirche Notre-Dame du Rouet[1]

## Verkehrsanbindung
Die Gemeinde ist über Châteauneuf-les-Martigues an die A55 und damit an die Städte Marseille und Martigues angebunden. Sie hat ferner einen Bahnhalt an der Bahnstrecke Miramas–L’Estaque (Ligne de la Côte Bleue).

## Persönlichkeiten
- Der französische Schauspieler und Sänger Fernandel (1903–1971, mit bürgerlichen Namen Fernand Contandin) besaß hier eine Villa.[1] Trotz seines Wunsches wurden seine sterblichen Überreste nie nach Carry-le-Rouet zurückgebracht. Der kleine Strand am Hafen, über dem sich seine Villa L’Oustau de la Mar befindet, wurde nach ihm benannt. Man kann noch die Treppe mit dem direkten Zugang zum Meer sehen. Seine Büste befindet sich vor dem Espace Fernandel, neben dem Casino.
- Die US-amerikanische Jazz- und Bluessängerin, Pianistin und Songschreiberin Nina Simone (1933–2003) verbrachte die letzten 10 Jahre ihres Lebens in der Gemeinde und verstarb auch dort im Jahr 2003.

## Bevölkerungsentwicklung
| Jahr      | 1962 | 1968 | 1975 | 1982 | 1990 | 1999 | 2008 | 2016 |
| Einwohner | 1739 | 2353 | 3304 | 4570 | 5224 | 6016 | 6331 | 5892 |

## Städtepartnerschaften
- Dietmannsried, Deutschland, seit 1988
- Busseto, Italien, seit 2005